# Stanislav Sajdok (płotkarz)
Stanislav Sajdok (ur. 22 lipca 1983 w Bratysławie) – czeski lekkoatleta, płotkarz i wieloboista, olimpijczyk. 

## Osiągnięcia sportowe
Odpadł w kwalifikacjach skoku wzwyż na mistrzostwach Europy juniorów w 2001 w Grosseto oraz w półfinale biegu na 110 metrów przez płotki i kwalifikacjach skoku wzwyż na mistrzostwach świata juniorów w 2002 w Kingston. Na młodzieżowych mistrzostwach Europy w 2003 w Bydgoszczy odpadł w eliminacjach biegu na 110 metrów przez płotki, a na halowych mistrzostwach Europy w 2005 w Madrycie w eliminacjach biegu na 60 metrów przez płotki.
Zdobył brązowy medal w biegu na 110 metrów przez płotki na młodzieżowych mistrzostwach Europy w 2005 w Erfurcie. Odpadł w eliminacjach tej konkurencji i sztafety 4 × 400 metrów na uniwersjadzie w 2005 w Izmirze. Odpadł w półfinałach biegu na 60 metrów przez płotki na halowych mistrzostwach świata w 2006 w Moskwie, biegu na 110 metrów przez płotki na mistrzostwach Europy w 2006 w Göteborgu i biegu na 60 metrów przez płotki na halowych mistrzostwach świata w 2008 w Walencji. Na igrzyskach olimpijskich w 2008 w Pekinie odpadł w eliminacjach biegu na 110 metrów przez płotki.
Później trenował konkurencje wielobojowe, ale nie wystąpił w wieloboju na dużych imprezach międzynarodowych.
Był mistrzem Czech w biegu na 100 metrów przez płotki w latach 2003–2006 i 2008 oraz w sztafecie 4 × 100 metrów w 2003, wicemistrzem w biegu na 110 metrów przez płotki w 2007, w sztafecie 4 × 100 metrów w 2004, w skoku wzwyż w 2011 i w trójskoku w 2012 oraz brązowym medalistą w biegu na 110 metrów przez płotki w 2010, w sztafecie 4 × 100 metrów w 2006 i w skoku wzwyż w 2016. W hali był mistrzem Czech w biegu na 60 metrów przez płotki w 2005, 2005 i 2008 wicemistrzem w tej konkurencji w 2007 i 2011 oraz brązowym medalistą w skoku wzwyż w 2008.

## Rekordy życiowe
Rekordy życiowe Sajdoka:
- bieg na 110 metrów przez płotki – 13,53 s (12 czerwca 2008, Ostrawa)
- bieg na 60 metrów przez płotki (hala) – 7,65 s (23 lutego 2008, Praga)
- skok wzwyż – 2,19 m (31 maja 2003, Praga)
- skok wzwyż (hala) – 2,24 m (14 lutego 2008, Praga)
- dziesięciobój – 7683 pkt (19 czerwca 2008, Kladno)
- siedmiobój (hala) – 5871 pkt (3 lutego 2008, Sheffield)

## Rodzina
Jego ojciec Stanislav Sajdok był również znanym lekkoatletą, sprinterem, rezerwowym zawodnikiem na igrzyskach olimpijskich w Moskwie, a przyrodnia siostra Bára Sajdoková dwukrotną mistrzynią Czech w skoku wzwyż.